# The Bureau: XCOM Declassified
The Bureau: XCOM Declassified (wcześniej: XCOM) – gra komputerowa z gatunku third-person shooter stworzona przez studio 2K Marin na platformy Microsoft Windows, PlayStation 3 i Xbox 360.

## Fabuła
Akcja gry rozgrywa się w 1962 roku. Gracz wciela się w Williama Cartera – agenta wywiadu FBI przydzielonego do XCOM, którego zadaniem jest odkrycie i wyeliminowanie nieznanego zagrożenia ze strony obcych. 

## Tworzenie
XCOM został oficjalnie zapowiedziany na targach Electronic Entertainment Expo w 2010 roku. Początkowo gra została przygotowana jako first-person shooter, jednak studio 2K Marin powiedziało, że postara się zachować elementy charakterystyczne dla serii. Na pytanie, dlaczego XCOM nie będzie dłużej grą strategiczną, prezes 2K Games Christoph Hartmann odpowiedział, że gry strategiczne są już niedzisiejsze. 26 kwietnia 2013 roku 2K Games ponownie zapowiedziało grę ze zmienionym tytułem – The Bureau: XCOM Declassified.